# Fort Rémy
Le fort Rémy, d'abord appelé fort de Lachine, est un avant-poste, érigé dans les années 1670, à l'ouest de Ville-Marie servant de refuge aux habitants de Lachine.

## Description
Sa structure est typique des forts à palissage en billots de bois et comprend : un moulin à vent, une chapelle en bois (1676), un presbytère, des casernes, la poudrière ainsi que la maison de Jean Milot.
Vers les années 1700, l'église des Saints-Anges y est construite en pierre et sert d'église paroissiale pendant plus de 160 ans.
| Le Fort Rémy, 1671. D'après le plan de M. De Catalogne. 1. La redoute ou le moulin à vent en pierre. 2. Le presbytère. 3. La Chapelle. 4. La maison de Jean Millot, ci-devant le manoir de La Salle. 5. La grange. 6. Palissades. 7. Bastions. 8. Casernes. 9. Poudrière. |

Ce fort fut baptisé d'abord comme fort de Lachine, il prend le nom de fort Rémy, en l'honneur du curé Pierre Rémy, premier curé de la paroisse.
|  |

Aujourd'hui, le site archéologique des Saints-Anges, dans l'arrondissement de LaSalle, près du pont ferroviaire, marque l'emplacement du fort Rémy et plus particulièrement la première église paroissiale dont on voit encore les fondations. L’église a été détruite en 1869. En fait, le déplacement des activités économiques vers l’ouest, amorcé dans les années 1780, et l’ouverture du canal de Lachine entraînent la formation d’un nouveau village centré autour des écluses de Lachine. L’église des Saints-Anges est ainsi relocalisée au cœur de ce nouveau village en 1865.
La rue Fort-Rémy de l'arrondissement LaSalle commémore l'existence de ce fort.

## Le massacre de Lachine

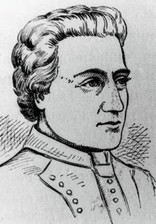
Daniel d'Auger de Subercase.

Le 5 août 1689, lors du massacre de Lachine, perpétré par les Iroquois contre les colons français, le gouverneur de Montréal, Philippe de Rigaud de Vaudreuil intervint avec ses soldats contre l'attaque massive des Iroquois plus ou moins soulevés par les Britanniques. Il coordonne les troupes militaires entre le fort Rémy et le fort Rolland.
Philippe de Rigaud de Vaudreuil est chargé par Jacques-René de Brisay, sieur de Denonville de lancer une contre-attaque sur l'ennemi retranché en haut de l'île de Montréal. Ils partent en campagne avec trois-cents hommes. Daniel Auger sieur de Subercase, un officier supérieur en position avancée sur le terrain, donne l'ordre de tomber sur l'ennemi. Philippe de Rigaud de Vaudreuil qui était à l'arrière donne l'ordre contraire, déclarant qu'il avait pour mission de faire rentrer tout le monde dans les forts Rémy et Rolland. Il « retient ses troupes au moment où elles vont traverser un bois pour déboucher sur le camp des Iroquois; les trois quarts de ceux-ci dorment pourtant, "morts yvres des eaux de vie qu'ils avoient pris chez les habitans", l'occasion s'offre d'en "tuer cinq ou six cents", pendant que Daniel d'Auger de Subercase, méprisant, en vient avec lui aux gros mots. »
Vaudreuil demande des renforts à Jacques-René de Brisay. Il lui envoie un détachement de 80 hommes commandés par le sieur de Rabeyre. Lorsqu'ils arrivent à portée de vue des forts, ils tombent dans une embuscade des Iroquois, auxquels ils offrent une forte résistance. Du détachement de La Rabeyre, seul un officier et une poignée d'hommes atteignent une zone sûre. La plupart des autres furent capturés, et quelques-uns tués, mais la plupart des captifs ont pu s'échapper par la suite. Les Iroquois se retirent avant la soirée sur la rive sud du lac Saint-Louis. Lorsque la nuit fut tombée, les garnisons stationnées dans les forts Rémy et Rolland pouvaient voir de faibles lueurs de feux sur l'autre rive du lac, et ils savaient que les Iroquois célébraient leur victoire en brûlant vifs certains prisonniers.
Après le massacre de Lachine, les forts entourant la colonie de l'île de Montréal furent renforcés.
En 1696, Guillaume de Lorimier de La Rivière était le capitaine de la garnison de fort Rémy.